# Сліди йдуть за обрій
«Сліди йдуть за обрій» — радянський драматичний художній фільм 1964 року, Мажитом Бегаліним на кіностудії «Казахфільм».

## Сюжет
Дівчину Жаухаз батьки насильно видають заміж за Турара, сина старого чабана. Вона залишає будинок свого батька — так велить звичай, так хоче мачуха. Свого майбутнього чоловіка Жаухаз не любить, але вона не наважується порушити старий звичай. Жаухаз разом зі своїм чоловіком та його батьками вирушає у довгий, важкий шлях на зимове пасовище. Уся сім'я пасе отару колгоспних овець. Суворе буденне життя сім'ї чабана, зазвичай одноманітна праця: треба чистити кошари, годувати овець, а якщо день сонячний і тихий — виводити їх на випас. Найближчі сусіди по зимівлі — молода бригада механізаторів, очолювана веселуном Танабаєм. У негоду у старого чабана загубилися вівці, і Танабай разом із тураром вирушив на їх пошуки. Боягузливий Турар кинув супутника у степу і повернувся додому. За кілька днів повернувся і Танабай. Він знайшов овець, але сам захворів. Багато днів провела Жайхаз біля ліжка Танабая, слухаючи його розповіді про природу, про життя, дізналася, якою має бути справжня людина. Попарвився і поїхав Танабай, а незабаром за ним поїхала Жаухаз. Вона покинула чоловіка, зрозумівши, яке просторе життя, як неміцні пути старих звичаїв, що зв'язали її з некоханою людиною.

## У ролях
- Фаріда Шаріпова — Жаухаз
- Асаналі Ашимов — Турар
- Куатбай Абдреїмов — Танабай, механізатор
- Каукен Кенжетаєв — батько
- Хадіша Букєєва — мати
- Рахметулла Сальменов — батько Жаухаза
- Камал Кармисов — епізод

## Знімальна група
- Режисер — Мажит Бегалін
- Сценарист — Акім Таразі
- Оператор — Асхат Ашрапов
- Композитор — Едуард Хагагортян